# Bahraich
Bahraich es una ciudad y municipio situada en el distrito de Bahraich en el estado de Uttar Pradesh (India). Su población es de 186223 habitantes (2011). Se encuentra a orillas del río Sarayu, afluente del río Karnali, a 125 km al noreste de Lucknow.

## Clima
| Parámetros climáticos promedio de Bahraich (1981–2010, extremes 1901–2012) | Parámetros climáticos promedio de Bahraich (1981–2010, extremes 1901–2012) | Parámetros climáticos promedio de Bahraich (1981–2010, extremes 1901–2012) | Parámetros climáticos promedio de Bahraich (1981–2010, extremes 1901–2012) | Parámetros climáticos promedio de Bahraich (1981–2010, extremes 1901–2012) | Parámetros climáticos promedio de Bahraich (1981–2010, extremes 1901–2012) | Parámetros climáticos promedio de Bahraich (1981–2010, extremes 1901–2012) | Parámetros climáticos promedio de Bahraich (1981–2010, extremes 1901–2012) | Parámetros climáticos promedio de Bahraich (1981–2010, extremes 1901–2012) | Parámetros climáticos promedio de Bahraich (1981–2010, extremes 1901–2012) | Parámetros climáticos promedio de Bahraich (1981–2010, extremes 1901–2012) | Parámetros climáticos promedio de Bahraich (1981–2010, extremes 1901–2012) | Parámetros climáticos promedio de Bahraich (1981–2010, extremes 1901–2012) | Parámetros climáticos promedio de Bahraich (1981–2010, extremes 1901–2012) |
| Mes                                                                        | Ene.                                                                       | Feb.                                                                       | Mar.                                                                       | Abr.                                                                       | May.                                                                       | Jun.                                                                       | Jul.                                                                       | Ago.                                                                       | Sep.                                                                       | Oct.                                                                       | Nov.                                                                       | Dic.                                                                       | Anual                                                                      |
| -------------------------------------------------------------------------- | -------------------------------------------------------------------------- | -------------------------------------------------------------------------- | -------------------------------------------------------------------------- | -------------------------------------------------------------------------- | -------------------------------------------------------------------------- | -------------------------------------------------------------------------- | -------------------------------------------------------------------------- | -------------------------------------------------------------------------- | -------------------------------------------------------------------------- | -------------------------------------------------------------------------- | -------------------------------------------------------------------------- | -------------------------------------------------------------------------- | -------------------------------------------------------------------------- |
| Temp. máx. abs. (°C)                                                       | 29.1                                                                       | 35.2                                                                       | 41.0                                                                       | 44.6                                                                       | 45.8                                                                       | 47.6                                                                       | 44.4                                                                       | 39.2                                                                       | 39.4                                                                       | 38.6                                                                       | 35.2                                                                       | 31.7                                                                       | 47.6                                                                       |
| Temp. máx. media (°C)                                                      | 21.6                                                                       | 26.1                                                                       | 32.1                                                                       | 37.3                                                                       | 37.9                                                                       | 36.8                                                                       | 33.2                                                                       | 32.9                                                                       | 32.8                                                                       | 32.3                                                                       | 29.0                                                                       | 24.3                                                                       | 31.4                                                                       |
| Temp. mín. media (°C)                                                      | 9.1                                                                        | 11.8                                                                       | 16.3                                                                       | 21.6                                                                       | 25.2                                                                       | 26.9                                                                       | 26.6                                                                       | 26.5                                                                       | 25.3                                                                       | 21.1                                                                       | 15.1                                                                       | 10.6                                                                       | 19.7                                                                       |
| Temp. mín. abs. (°C)                                                       | 0.6                                                                        | 0.6                                                                        | 5.6                                                                        | 11.1                                                                       | 13.5                                                                       | 18.3                                                                       | 18.7                                                                       | 21.1                                                                       | 18.3                                                                       | 12.2                                                                       | 5.0                                                                        | 1.7                                                                        | 0.6                                                                        |
| Lluvias (mm)                                                               | 20.9                                                                       | 18.6                                                                       | 12.0                                                                       | 11.9                                                                       | 51.4                                                                       | 189.6                                                                      | 332.6                                                                      | 284.9                                                                      | 245.3                                                                      | 57.3                                                                       | 4.5                                                                        | 11.7                                                                       | 1240.7                                                                     |
| Días de lluvias (≥ 1 mm)                                                   | 1.4                                                                        | 1.5                                                                        | 1.2                                                                        | 1.3                                                                        | 3.2                                                                        | 7.3                                                                        | 12.3                                                                       | 12.0                                                                       | 8.4                                                                        | 2.1                                                                        | 0.3                                                                        | 0.8                                                                        | 52.0                                                                       |
| Humedad relativa (%)                                                       | 69                                                                         | 56                                                                         | 40                                                                         | 29                                                                         | 38                                                                         | 53                                                                         | 73                                                                         | 76                                                                         | 75                                                                         | 66                                                                         | 65                                                                         | 70                                                                         | 59                                                                         |
| Fuente: India Meteorological Department                                    |                                                                            |                                                                            |                                                                            |                                                                            |                                                                            |                                                                            |                                                                            |                                                                            |                                                                            |                                                                            |                                                                            |                                                                            |                                                                            |

## Demografía
Según el  censo de 2011 la población de Bahraich era de 186223 habitantes, de los cuales 97653 eran hombres y 88570 eran mujeres. Bahraich tiene una tasa media de alfabetización del 64,2%, superior a la media nacional del 59,5%: la alfabetización masculina es del 66,5%, y la alfabetización femenina del 61,7%.